# Francesco Foscari
Francesco Foscari (Venezia, 19 giugno 1373 – Venezia, 1º novembre 1457) è stato il 65º doge della Repubblica di Venezia.
Il suo dogato fu il più lungo nella storia di Venezia (oltre 34 anni, dal 15 aprile 1423 al 22 ottobre 1457), fu caratterizzato dalla maggiore espansione territoriale della storia marciana, riunendo sotto una sola legislazione tutto il Veneto, il Friuli e una grossa parte della Lombardia (c.d. "Domini di Terraferma") e venne interrotto non dal suo decesso ma dalle macchinazioni del Consiglio dei Dieci che lo costrinse all'abdicazione.
La reggenza del Foscari fu caratterizzata da guerre continue (le trentennali "Guerre di Lombardia" contro il Ducato di Milano e l'avvio di scontri sistematici con i Turchi, impadronitisi di Costantinopoli nel 1453), lotte interne tra le grandi famiglie e numerose calamità naturali come la siccità (1424), le molte "acque alte", la gelata della Laguna (1431) che paralizzò la città per mesi, il terremoto (1451) e infine la peste che gli uccise tutti i figli maschi tranne Jacopo (1416-1457). Fu lui a ribattezzare e ristrutturare la famosa Ca' Foscari sul Canal Grande, oggi sede dell'omonima Università.
Scomparso pochi giorni dopo la fine del suo regno, nella sua orazione funebre, Bernardo Giustinian ne rammentò "la forma ben fatta ed eminente del corpo, la grazia del volto, la maestà e la salute prospera", l'eloquenza e la cultura umanistica.

## Biografia

### Famiglia e origini
Francesco era il primogenito di Nicolò di Giovanni Foscari e Caterina di Giovanni Michiel (figlia di primo letto della di lui matrigna Franceschina). La famiglia Foscari era una delle casate patrizie veneziane attestatesi durante il Basso Medioevo (c.d. "Case nuove") e attraversava allora un periodo particolarmente fortunato: nel 1331 aveva ricevuto il titolo comitale con i feudi di Noventa e Zelarino dall'Imperatore Giovanni I di Boemia; Nicolò Foscari aveva poi accumulato grandi ricchezze con la mercatura, con buona probabilità grazie alla cospicua dote della moglie (rampolla di una delle c.d. "famiglie apostoliche" marciane), prima d'intraprendere una discreta carriera politica al termine della Guerra di Chioggia. Francesco si disinteressò alla mercatura e dedicò tutta la sua esistenza alla vita pubblica, perseguendo probabilmente un progetto politico oltre che di affermazione dinastica tracciato dal padre che certo beneficiò della notevole ambizione politica del figlio.
Francesco Foscari sposò nel 1395 Maria Priuli "dal Banco", da cui ebbe quattro figli (Girolamo, Lorenzo, Bianca e Camilla), e nel 1415 Marina Nani, da cui ebbe sei figli (Domenico, Benedetta, Jacopo, Donato, Paola e Maria).

### Carriera politica
La carriera politica del Foscari cominciò precocemente: nel 1400 entrò nella Quarantia, l'anno dopo nei giudici del proprio; nel 1403 nei Savi agli Ordini (ufficio neo-costituito nel 1402) e divenne poi Avogador.
Nel 1404, agendo di concerto con la famiglia (il padre Nicolò e lo zio Francesco "Franzi") perorò l'intervento di Venezia contro il signore di Padova, Francesco II da Carrara, che cercava di sfruttare il vuoto di potere lasciato nell'Italia settentrionale dalla morte di Gian Galeazzo Visconti: Venezia conquistò Padova e Francesco II, insieme al figlio Francesco III, venne tradotto in Laguna in ceppi per morirvi nel 1406 (v. Guerra di Padova).

Di lì a poco, nuovi incarichi misero Francesco di fronte alle opportunità che la Terraferma "orfana" del grande Visconti poteva offrire a Venezia.

Nel 1408 era ambasciatore a Milano alla corte di Giovanni Maria Visconti a perorare la causa di Ottobuono de' Terzi (il padre Nicolò era nel frattempo podestà a Padova e lo zio Franzi capitano a Vicenza). L'anno dopo era in Emilia (giugno) per difendere gli eredi de' Terzi dalle mire di Niccolò III d'Este (una causa persa) e poi a Cremona (luglio) per dissuaderne il Signore, Cabrino Fondulo, dall'attaccare Brescia, ed infine (settembre) a Ferrara per convincere l'Estense a muovere contro il governatore francese di Genova, Jean II Le Meingre, il più pericoloso giocatore nella contesa per il potere in Lombardia.
In ossequio alle leggi veneziane, Francesco dovette però rinunciare a cariche prestigiose sino a che il padre e lo zio Franzi continuarono a calcare la scena pubblica lagunare. La morte di Nicolò Foscari nel 1412 e la nomina di Franzi, già tutore del duca di Mantova Gian Francesco Gonzaga, al ducato di Candia (1411-1413) gli spianarono finalmente la strada.

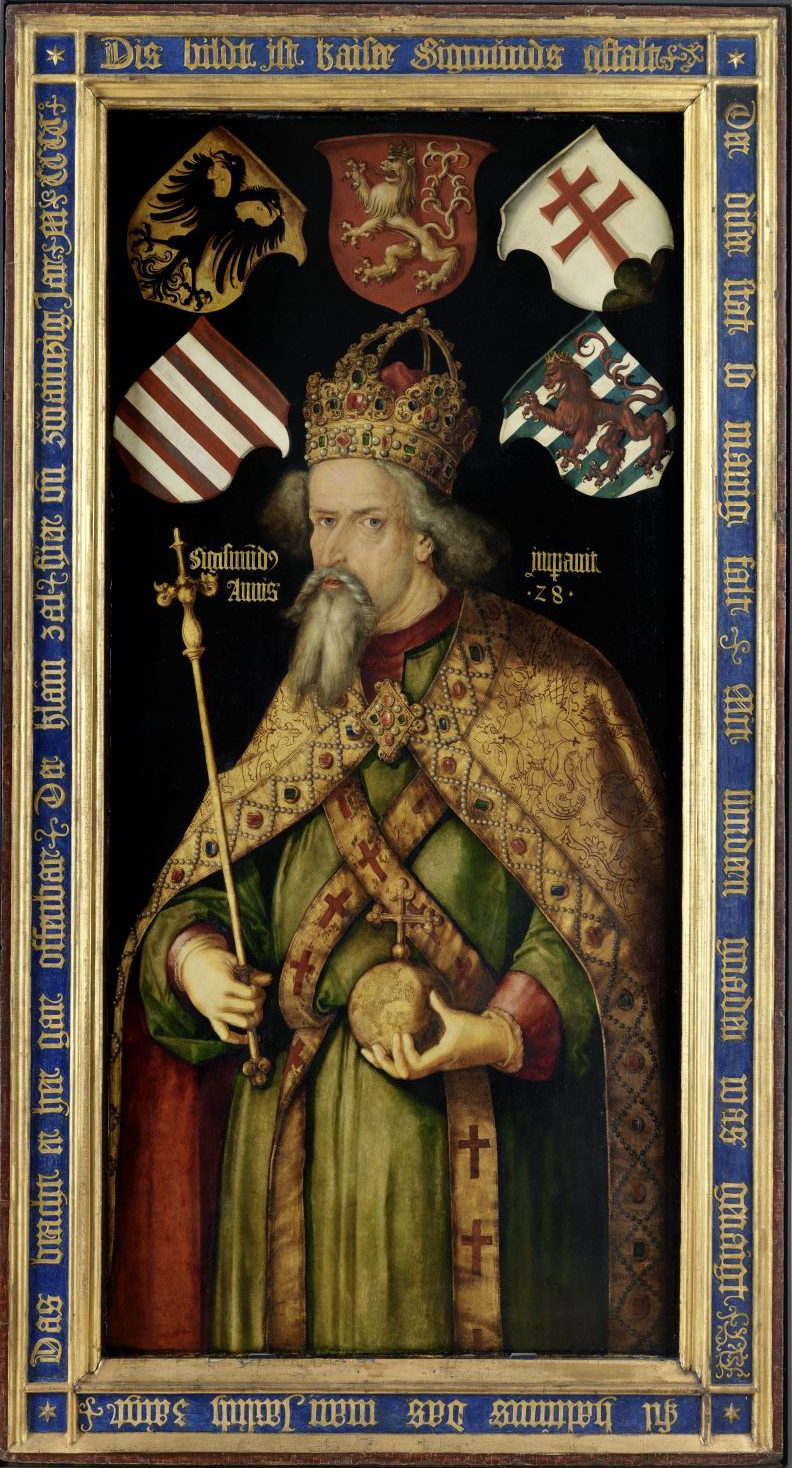
L'Imperatore Sigismondo di Lussemburgo (ritratto di Albrecht Dürer) - la gestione della minaccia costituita dalle sue mire espansionistiche fu il cemento con cui Foscari costruì la fase iniziale della sua ascesa politica.

Nel 1412, il condottiero Filippo Scolari aveva valicato il Tagliamento con le truppe ungheresi dell'Imperatore Sigismondo di Lussemburgo, intenzionato a conquistare la Dalmazia, e minacciava Venezia stessa (v.si Guerra tra Repubblica di Venezia e Regno d'Ungheria). Francesco, già ambasciatore presso Sigismondo, raggiunse (19 aprile) l'armata veneta al comando di Carlo I Malatesta a Motta di Livenza come Savio di Guerra al fianco del Procuratore Pietro Loredan. La linea di condotta proposta da Foscari (e da lui sostenuta presso gli uffici marciani) venne sommariamente liquidata da Loredan, più ferrato in materia militare, che spinse e supportò operativamente Malatesta nella vittoria contro lo Scano. "L'episodio, se non fu l'origine, costituì almeno una tappa importante della progressiva inimicizia che sarebbe insorta tra i Foscari ed i Loredan, e che tanto acerbamente avrebbe segnato la vita del futuro doge." La gestione politica della contesa con Sigismondo restò però nelle mani del Foscari che nell'aprile 1413 stipulava la pace tra l'Imperatore e Venezia e in agosto tra Venezia e Federico del Tirolo, guadagnandosi così l'ingresso nei Savi del Consiglio dei Pregadi. Ancora impegnato in legazioni con Sigismondo, questa volta coinvolgenti l'Antipapa Giovanni XXIII, il suo nome figurò nei ballottaggi per l'elezione a doge di Tommaso Mocenigo (suo collega nell'ambasciata) alla morte di Michele Steno, dopodiché proseguì nell'arginare le mire espansionistiche dell'Imperatore con un'ambasciata a Ferrara (1414) ed una a Firenze (1415), guadagnandosi l'ingresso nei Procuratori di San Marco, carica vitalizia e seconda solo a quella dogale per dignità, nel 1416 (forse brigando per denigrare l'operato del decrepito procuratore Giovanni Barbo). Persistette comunque nel gestire la "Minaccia Imperiale", curando l'alleanza anti-imperiale con Giovanna II di Napoli e Alberto II d'Asburgo (1417) ed ottenendo l'appoggio di Papa Martino V nella nuova tregua stipulata con Sigismondo a Salisburgo nel 1418.

Francesco Foscari si era ormai fatto tedoforo di un partito espansionista marciano di terraferma in opposizione agli interessi prettamente "levantini" delle vecchie famiglie ricche ben rappresentate dal doge Mocenigo.
Nel 1422, Firenze cercò l'aiuto di Venezia contro il duca di Milano, Filippo Maria Visconti. Per Foscari, fu il pretesto per muovere contro lo status quo marciano che nell'alleanza veneziano-viscontea aveva uno dei suoi cardini, difesa dalle vecchie famiglie e dal Mocenigo. Per tutta risposta, il doge, al principio del 1423, avrebbe arringato la Signoria contro il nuovo corso proposto da Francesco, "el zovene procurator nostro", ammonendoli a non eleggerlo come suo successore. Il fato risolse altrimenti.

### Dogato
Mocenigo spirò il 4 aprile 1423 e Francesco concorse per la suprema magistratura contro cinque altri candidati, tutti più maturi di lui, tra i quali primeggiò nei ballottaggi Pietro Loredan. Sfruttando i suoi partigiani all'interno del collegio elettorale, il Foscari riuscì a mettere in discredito i concorrenti e convinse gli elettori che Venezia non poteva privarsi di un militare capace come il Loredan, ottenendo così per sé l'ambito titolo il 15 aprile: fu suo zio Franzi, in qualità di membro anziano del Consiglio Ducale, a porgergli il corno ducale all'incoronazione..

Il Maggior Consiglio decretò per l'occasione la definitiva abolizione della Concio popolare e gli organi pubblici smisero così da quel momento di fare riferimento all'antico Commune Veneciarum. Il doge prese così il titolo di Serenissimo Principe e con lui il supremo organo di presidenza delle assemblee statali prese a chiamarsi Serenissima Signoria, mentre lo Stato tutto divenne la Serenissima Repubblica.
Quello di Francesco Foscari sarebbe stato il più lungo dogato nella storia di Venezia (oltre 34 anni) e caratterizzato dalla maggiore espansione territoriale della storia marciana, riunendo sotto una sola legislazione tutto il Veneto,  il basso Trentino fino a Rovereto, il Friuli e una grossa parte della Lombardia: i c.d. "Domini di Terraferma".
In quel medesimo 1423, approfittando della debolezza del morente Impero bizantino, venne approvato l'acquisto in Oriente della grande città commerciale di Tessalonica. La città, allora sotto assedio da parte degli Ottomani del sultano Murad II (regno 1421-1451) che stava attaccando congiuntamente sia Salonicco sia la capitale imperiale, venne ceduta a Venezia dal despota Andronico Paleologo, nella speranza di salvarla dalle mani degli infedeli. La bandiera di Venezia venne dunque issata sulle mura tessalonicesi il 14 settembre 1423 e le difese vennero assegnate proprio al Loredan che nel 1424 mosse contro il Turco, impegnandone la flotta e razziandone i domini costieri (v.si Assedio di Tessalonica).

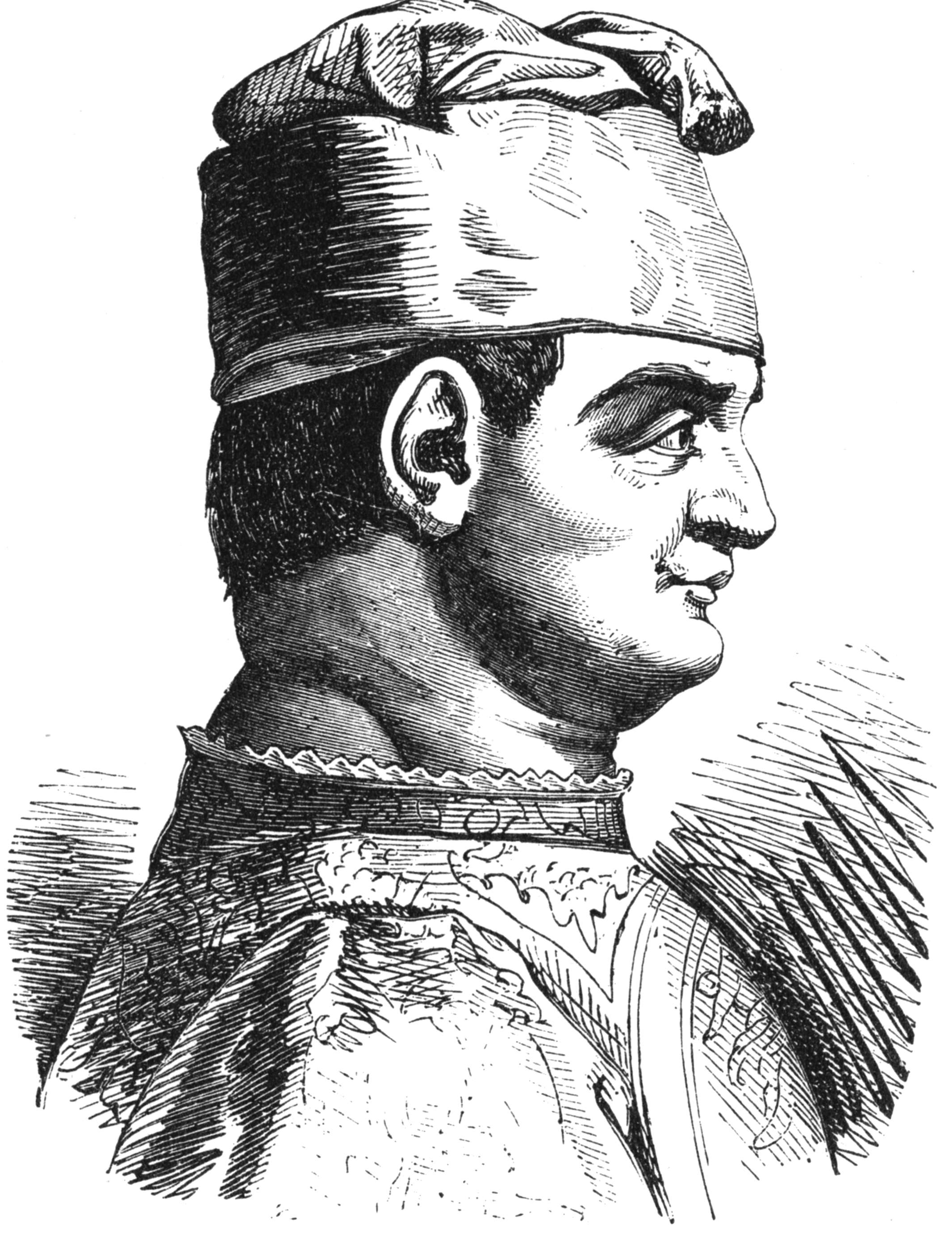
Filippo Maria Visconti, duca di Milano dal 1412 al 1447, il grande avversario "lombardo" del Foscari.

In Terraferma, erano nel frattempo scoppiate le c.d. "Guerre di Lombardia" tra Venezia e Milano, trent'anni di campagne militari interrotte da "paci brevissime o addirittura effimere", fomentate dalle ambizioni espansionistiche del doge Foscari che pur mosse apertamente guerra al Visconti solo dopo che nel 1425 Firenze fu ripetutamente sconfitta dai Milanesi ed ottenne l'appoggio marciano nel dicembre. Esattamente un anno dopo, il 30 dicembre 1426, venne siglata dai belligeranti la Tregua di Venezia che consegnò al Foscari Brescia, conquistata per lui dal Carmagnola (aiutato dal Loredan) e l'anno dopo difesa con le vittorie a Maclodio e Cremona. La Tregua di Ferrara (1428) consegnò a Venezia Bergamo e parte del Cremonese ma nel 1430 il conflitto ricomincia. Proprio in quell'anno, Andrea Contarini, "un povero squilibrato affetto da una forma di mania di persecuzione" ferisce al volto il doge con un pugnale "fatto di legno": attentato effimero ma latore di un preciso messaggio di sfiducia da parte del patriziato veneto nei confronti della politica che Foscari ha voluto ed incarna. La situazione degenerò nel triennio 1431-1433: nonostante l'ennesima vittoria navale dell'inossidabile Pietro Loredan (questa volta contro i genovesi a Rapallo), il Carmagnola venne sconfitto a Soncino e Pavia né riuscì a contenere le razzie degli Ungheresi del redivivo Imperatore Sigismondo nel Friuli. Il doge ed il Consiglio dei Dieci iniziarono a sospettare il condottiero di tradimento (1432), lo misero sotto sorveglianza ed alla fine lo attirarono in Laguna per un abboccamento con Foscari (8 aprile) salvo poi imprigionarlo e farlo decapitare in Piazzetta San Marco il 5 maggio. Le redini del comando passarono al marchese Gonzaga, stretta conoscenza del doge, che riuscì a riconquistare Soncino ma l'armata veneta inviata in Valtellina venne stroncata da Niccolò Piccinino a Delebio e la successiva Pace di Ferrara (1433) ristabilì uno status quo traballante. Il doge Francesco, sminuito nel suo prestigio, si dichiarò pronto ad abdicare, salvo restare al suo posto per l'insistenza del governo. Andò peggio al suo alleato fiorentino, Cosimo de' Medici, cui i rovesci della guerra costarono l'esilio dalla città natale: esilio "dorato" che consumò proprio a Venezia, ospite del Foscari. L'anno dopo, mentre il conflitto pareva ormai sedato (e l'ospite Cosimo tornava a Firenze per riprenderne il controllo), l'Imperatore Sigismondo investì la Signoria di gran parte dei suoi domini di Terraferma di fresca acquisizione, ridando lustro all'operato del Foscari.

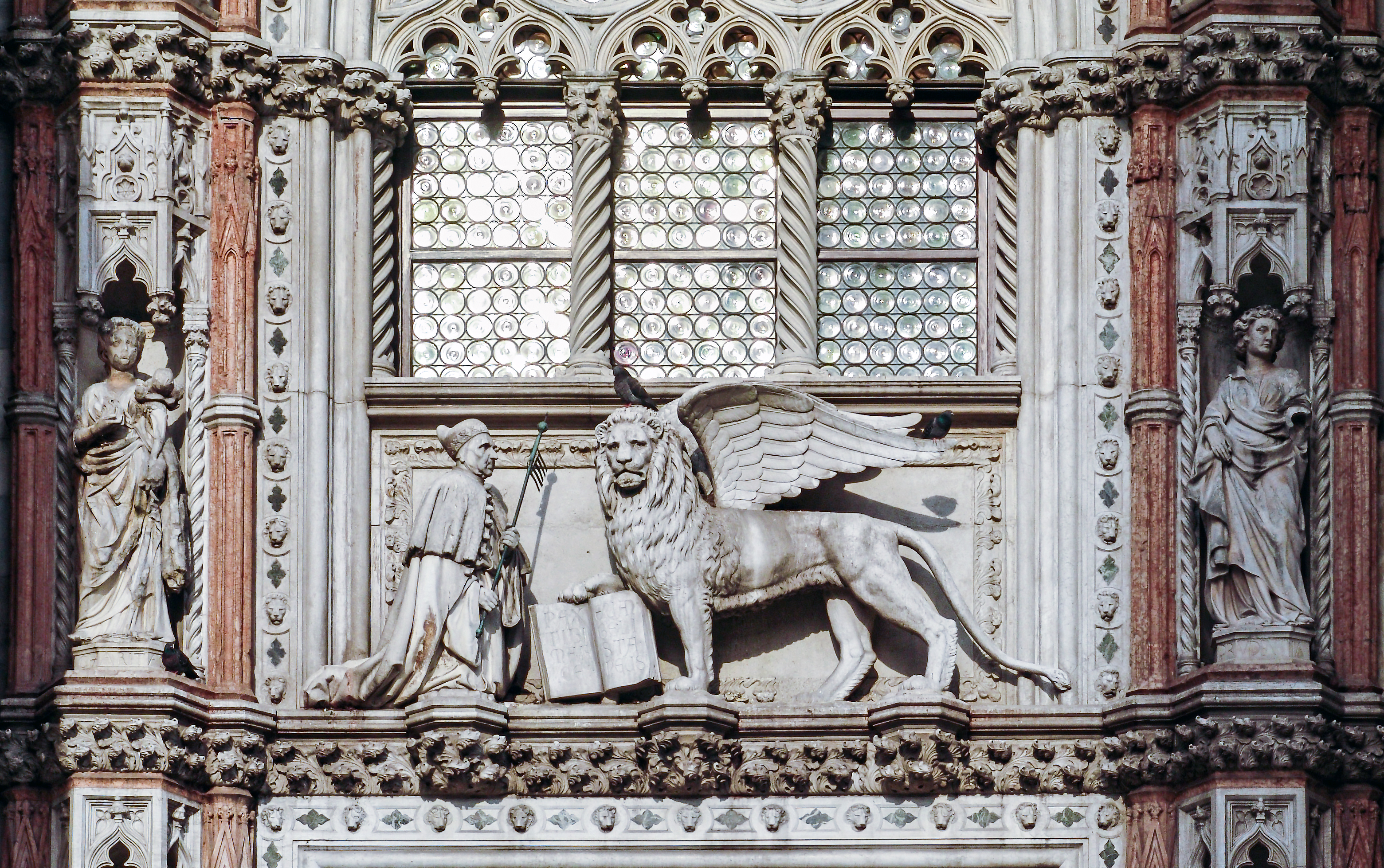
Venezia - Palazzo Ducale - Porta della Carta - Francesco Foscari inginocchiato davanti al leone di San Marco.

Nel 1438, mentre il conflitto con Milano si riaccendeva (con la defezione del Gonzaga che passava in campo visconteo costringendo il vecchio Pietro Loredan, prossimo alla tomba, a ritornare sui campi di battaglia italiani), il doge avviava la ristrutturazione di Palazzo Ducale, facendo erigere a Giovanni Bono la c.d. "Porta della Carta" che lo ritrae inginocchiato accanto al Leone di San Marco e ospitava in Laguna il basileus Giovanni VIII Paleologo, diretto al Concilio in cui avrebbe esortato l'Occidente cristiano ad allearsi contro la minaccia dei Turchi (riusciti nel frattempo ad impadronirsi di Tessalonica nel 1430 nonostante gli sforzi veneziani). L'anno fu poi tremendo per il doge che, causa la peste, perse tutti quanti i suoi figli maschi con l'eccezione di Jacopo. La Pace di Cremona (20 novembre 1441) portò minimi cambiamenti territoriali, salvo confermare il ruolo cui era assurto un nuovo pericoloso giocatore nella contesa, il condottiero Francesco Sforza, fresco sposo di Bianca Maria Visconti, unica figlia naturale del Duca di Milano. L'anno dopo, forse demoralizzato dall'andamento del conflitto, il doge tentò per la seconda volta di dimettersi.

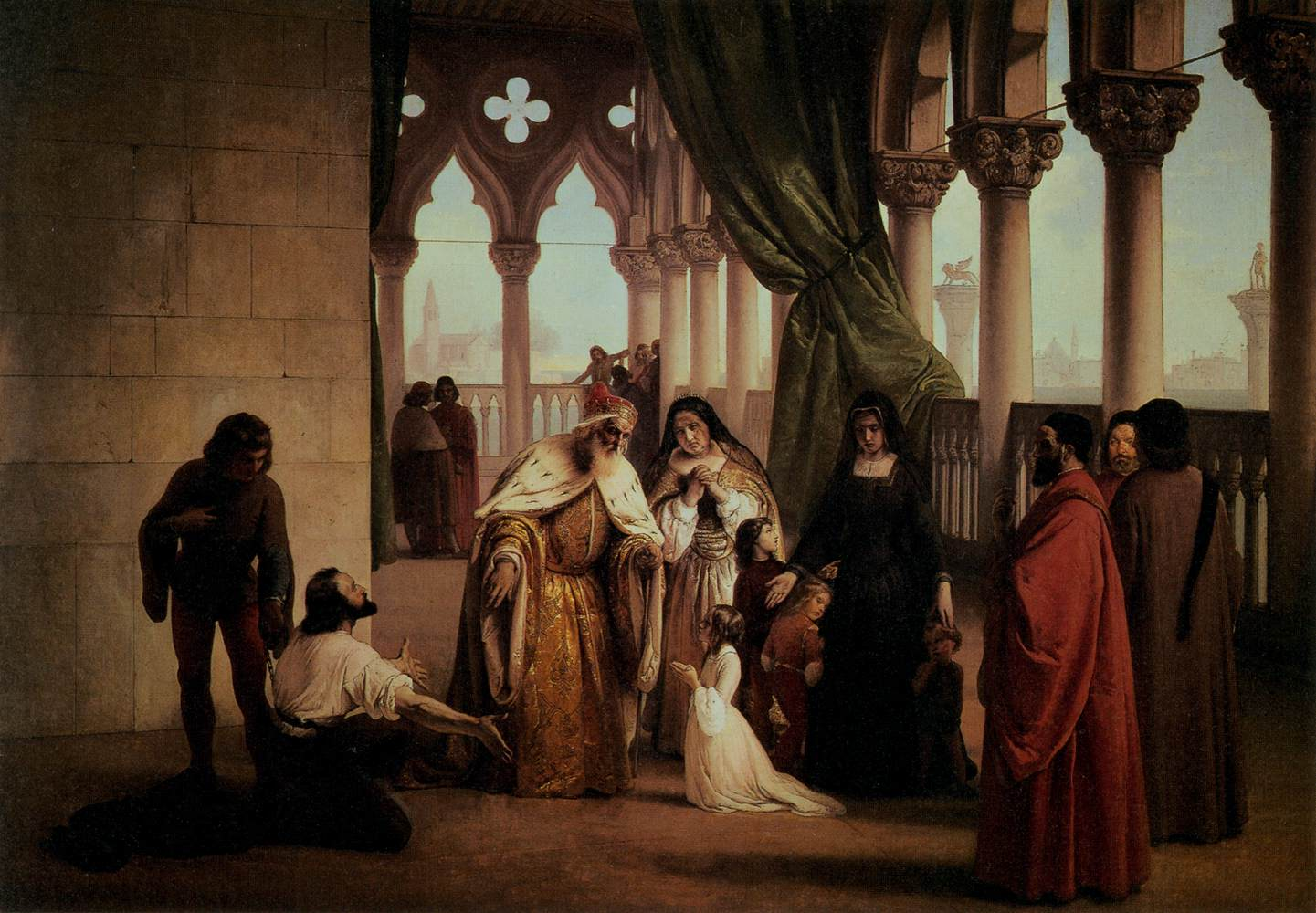
Francesco Hayez - L'ultimo abboccamento di Jacopo Foscari con la propria famiglia prima di partire per l'esilio cui era stato condannato - Firenze, Galleria Palatina - 1852.

Nel Levante, la crisi bizantina e la contestuale affermazione ottomana proseguivano. Nel 1443 Papa Eugenio IV proclamò la crociata e benedì un grande esercito cristiano balcanico capitanato dall'ungherese Giovanni Hunyadi che sgominò le truppe del sultano Murad II in Bosnia, Erzegovina, Serbia, Bulgaria ed Albania costringendolo a ritirarsi in Anatolia. Nel 1444 Foscari inviò la flotta marciana nel Bosforo per impedire il ritorno del Turco in Grecia, mentre i crociati si riorganizzavano a Costantinopoli spronati dal messo papale Giuliano Cesarini. Murad fu però aiutato dai genovesi che trasportarono il suo esercito incontro al nemico: nella successiva battaglia di Varna, l'armata cristiana fu duramente sconfitta.
L'ultimo periodo del dogato fu segnato dalle drammatiche vicende del figlio Jacopo Foscari che provocarono la rovina del vecchio doge. Questi episodi vanno inquadrati nel clima di odio e di sospetto che caratterizzarono l'ultimo periodo del dogato e che sfociarono nelle dimissioni del Foscari.

Unico figlio maschio del doge scampato alla peste, Jacopo era un giovane colto e intelligente ma anche amante del lusso e di certo poco accorto. Il 17 febbraio 1445 fu accusato dai capi dei Dieci (fra i quali sedeva Francesco Loredan, nipote dell'ammiraglio Pietro) di aver accettato doni dal Visconti, in contrasto con quanto disponeva la Promissione ducale. Il doge riuscì a farlo riparare a Trieste; in seguito il giovane venne condannato all'esilio a Nauplia ma ottenne di commutare l'isola greca con una località del Trevigiano (forse il feudo familiare di Zelarino). Il 13 settembre 1447 il Consiglio decise di concedergli la grazia, probabilmente per le suppliche del doge (nel 1446 Francesco aveva per la terza ed ultima volta minacciato di dimettersi) e della dogaressa. L'episodio non ebbe più significato politico e fu bollato come l'imprudenza di un giovane poco serio ma la questione si riaprirà e con maggior gravità poco tempo dopo.
Sempre nel 1447 era morto il Visconti e Milano era tornato un libero comune, la c.d. "Repubblica Ambrosiana". Venezia ne aveva approfittato dilagando in Lombardia sino all'Adda. Fu costretta a retrocedere dopo essere stata sconfitta a Caravaggio da Francesco Sforza ed allora lo assoldò (1449) per rivoltarlo contro i Milanesi ma lo Sforza fu più abile e riuscì a sconfiggere le forze congiunte di veneziani e milanesi per poi farsi riconoscere nuovo duca di Milano il 25 marzo 1450, riaprendo il conflitto con la Serenissima.
Il 5 novembre 1450, a Venezia, fu ferito mortalmente Almorò o Ermolao Donà, già membro del Consiglio che aveva condannato Jacopo. I sospetti si concentrarono ovviamente sul figlio del doge, che venne arrestato il 2 gennaio 1451, torturato e esiliato in Candia.

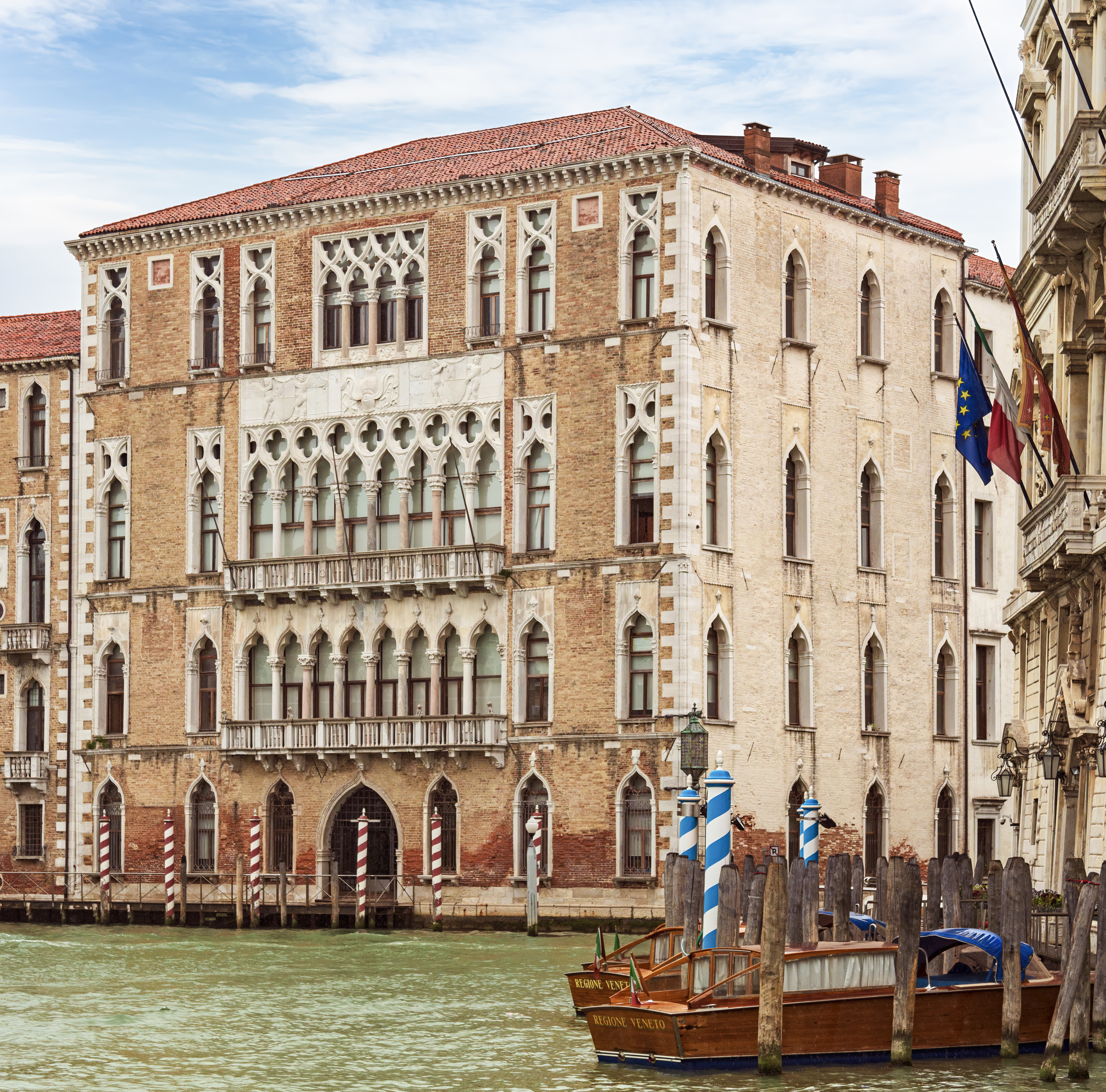
Ca' Foscari sul Canal Grande.

Nel 1452, il doge comprava all'asta la "Casa delle Due Torri" sul Canal Grande e l'anno dopo ne avviava la trasformazione nella Ca' Foscari per tramite di Bartolomeo Bono, figlio del Giovanni che aveva realizzato per lui la Porta della Carta.
Le ruote della storia, nel frattempo, macinano il mondo intorno a Venezia.

Il 29 maggio 1453 gli Ottomani conquistano Costantinopoli, ponendo fine al millenario impero bizantino. Nel caos della conquista, il bailo veneziano Girolamo Minotto fu decapitato mentre quaranta patrizi e cinquecento sudditi vennero presi prigionieri. La flotta si trincerò a Negroponte, mentre l'ambasciatore Bartolomeo Marcello negoziava con il sultano Mehmed II la sopravvivenza della colonia mercantile veneziana sulle rive del Bosforo.

Tre mesi dopo la caduta di Costantinopoli, a Ghedi, lo Sforza sconfisse una volta ancora Venezia, riprendendosi la sponda occidentale dell'Adda e costringendo Foscari alla resa. Il 9 aprile 1454 la pace di Lodi chiuse in via definitiva la guerra tra Venezia e Milano, fissando il reciproco confine lungo l'Adda, e consegnò alla Penisola un assetto politico-istituzionale che assicurò per quarant'anni un sostanziale equilibrio territoriale al paese. Francesco Foscari ha consegnato alla Repubblica lagunare un dominio territoriale che va dall'Isonzo all'Adda, terre floride, produttive, nelle quali il mercante veneziano potrà pensare a solidi investimenti, meno vistosi, forse, ma più sicuri di quelli del commercio marittimo, specialmente dopo il crollo dell'Impero bizantino.
Per il doge, i problemi non erano ancora finiti.

Nel 1456, pur lontano dalla patria, il figlio Jacopo riuscì a guadagnarsi una nuova infamante accusa: tradimento (lo sciagurato avrebbe scritto, in cerca d'aiuto, al duca di Milano ed al Turco!). Tornato a Venezia per il processo, gli fu riconfermato l'esilio in Candia e venne rinchiuso in perpetuo nel carcere della Canea, dove morirà il 12 gennaio 1457.

Straziato da questo drammatico episodio, il Foscari fu il nuovo bersaglio degli attacchi del Consiglio dei Dieci (dove ora sedeva Giacomo Loredan, figlio dell'ammiraglio Pietro). Il 19 ottobre 1457 esso poneva come ordine del giorno la richiesta di abdicazione di Francesco con la motivazione che, vista l'età avanzata (ottantaquattr'anni), non era in grado di intervenire nei Consigli e di svolgere appieno gli altri suoi incarichi. Nonostante in passato avesse presentato più volte le dimissioni, sempre respinte, questa volta il doge si rifiutò di lasciare: secondo la legge, infatti, poteva farlo solo su proposta dei consiglieri ducali con l'assenso del Maggior Consiglio. Il 22 ottobre, tuttavia, la richiesta del Consiglio divenne un ordine perentorio: il giorno successivo, dopo che gli era stato spezzato l'anello e tolte le insegne del potere, lasciò il palazzo Ducale, scegliendo di scendere per la scalinata di pietra da dove era salito al momento della nomina, circondato dai familiari e appoggiandosi al fratello Marco.

### La morte

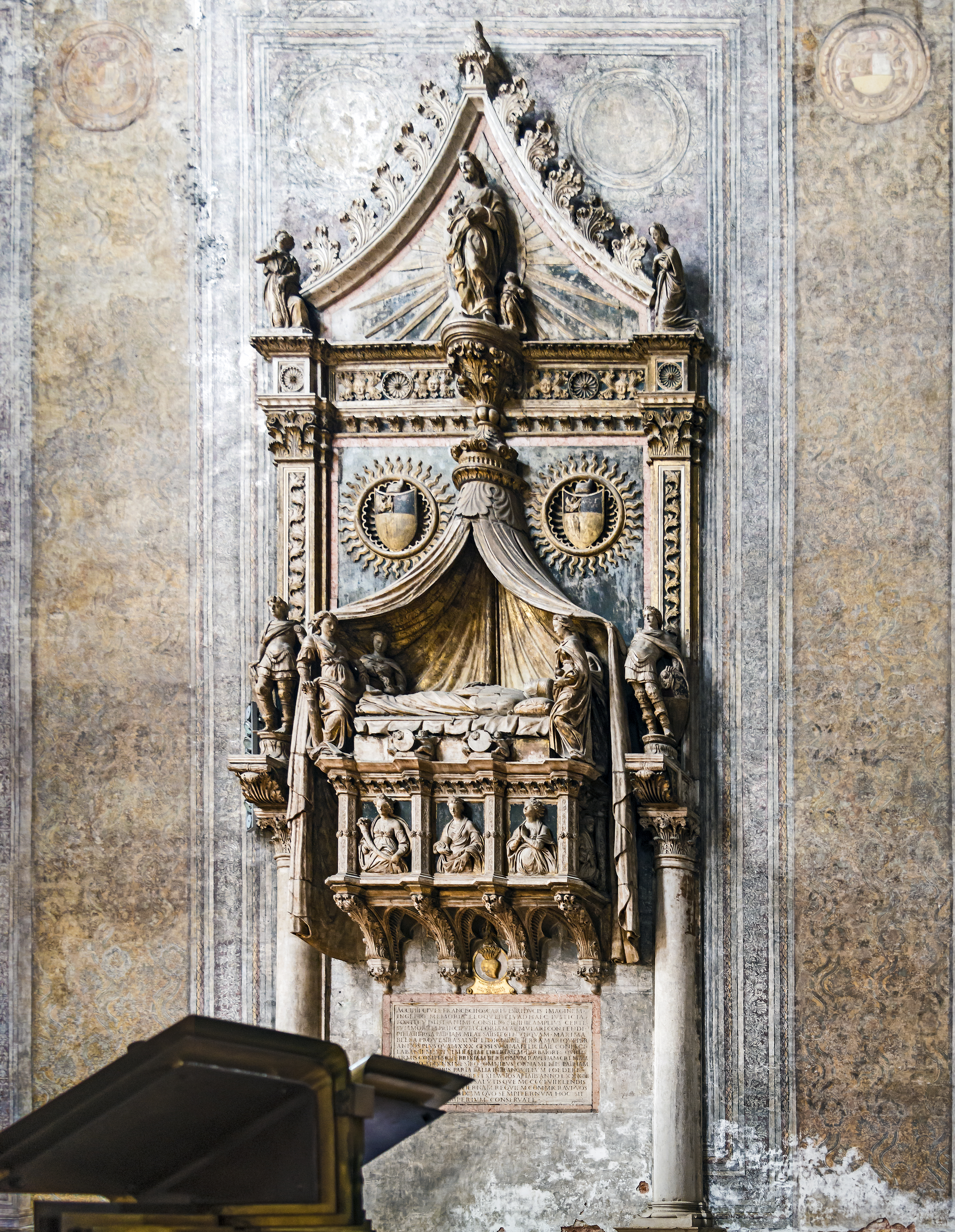
Niccolò di Giovanni Fiorentino, Mausoleo del doge Foscari, Basilica di Santa Maria Gloriosa dei Frari (Venezia)

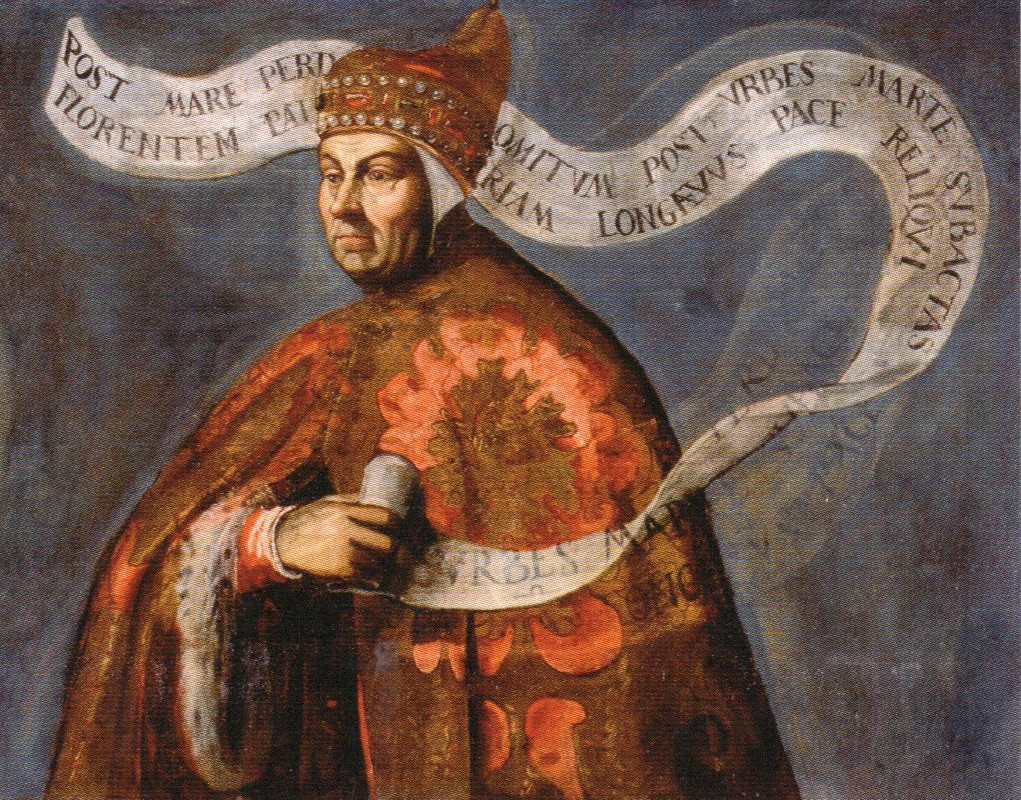
Francesco Foscari, Palazzo Ducale

Francesco Foscari spirò qualche giorno più tardi, il 1º novembre (aveva fatto testamento il 29 ottobre), presso la sua abitazione di Santa Margherita. Gli fu disposto un funerale di stato con l'esposizione al popolo in paramenti ducali, nonostante l'opposizione della vedova che lo vedeva quale un goffo atto riparatorio da parte di quel potere che gli aveva tolto il figlio e umiliato il marito. La salma fu accompagnata dal nuovo doge Pasquale Malipiero che si presentò in semplice veste di senatore.
Francesco Foscari fu sepolto nel presbiterio della basilica dei Frari, nel mausoleo per lui realizzato da Niccolò di Giovanni Fiorentino, in un'urna sostenuta da quattro graziose mensoline ornate dalle tre virtù teologali (Fede, Speranza e Carità) nella cui disposizione attorno al sarcofago Niccolò modificò la convenzionale e statica disposizione delle personificazioni trasformandola in un dramma inserito nel flusso del tempo. La figura del Salvatore posta a coronamento mutò il comune motivo del Cristo risorto nell'immagine dell'Ascensione di Cristo tratta dal ducato veneziano, come allusione al vero sovrano di Venezia, solo nei confronti del quale il suo rappresentante – il doge – era responsabile.
Nella Sala del Maggior Consiglio di Palazzo Ducale il suo ritratto è accompagnato da un cartiglio con una scritta in latino che recita: "Post mare perdomitum, post urbes morte subactas / florentem patriam longaevus pace reliqui.( Dopo aver soggiogato il mare, dopo aver preso in guerr molte città, da vecchio lasciai la patria fiorente in pace)". 

## Influenza culturale

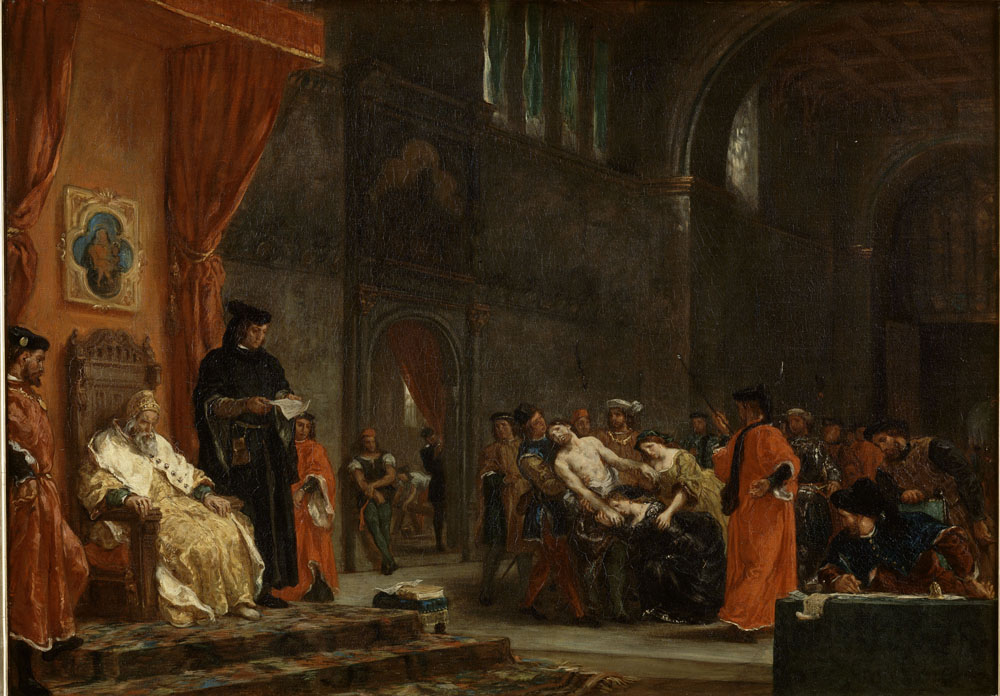
I due Foscari di Eugène Delacroix (1855)

- I due Foscari (The Two Foscari: An Historical Tragedy) è un'opera in versi di George Gordon Byron del 1821. La trama, ambientata nella Venezia della metà del XVI secolo, si ispira, anche se con molte licenze poetiche, alla vicenda del doge Francesco Foscari e di suo figlio Jacopo.
- I due Foscari, opera lirica del 1844 di Giuseppe Verdi su libretto di Francesco Maria Piave, si ispira all'opera di Byron.
- Il pittore Francesco Hayez ha prodotto varie opere ispirate ai due Foscari: L'ultimo abboccamento di Jacopo Foscari con la propria famiglia prima di partire per l'esilio cui era stato condannato (due versioni, 1838-1840), Francesco Foscari destituito (1842-1844), I due Foscari (1852)
- I due Foscari è un dipinto di Eugène Delacroix del 1855.

### Filmografia
- I Foscari (noto anche come I due Foscari), film diretto da Mario Almirante (1923)
- I due Foscari, film diretto da Enrico Fulchignoni (1942)
- I due Foscari, film TV diretto da Tonino Del Colle (1988)
- I due Foscari, film TV diretto da George Blume (2001)

### Esplicative
1. ↑  In considerazione degli scandali che avevano accompagnato la vicenda dell'abdicazione del Foscari, nel 1458 il Maggior Consiglio emanò una legge per limitare i poteri dell'ormai quasi onnipotente Consiglio dei Dieci, proibendogli in particolare di interferire con la Promissione Ducale, giacché creato per «impedire scandali, non per crearli».
2. ↑  DBI: "In luglio ebbe a verificarsi un episodio alquanto oscuro: il 20 di quel mese, infatti, il Consiglio dei cento alla Guerra, da poco istituito, su richiesta del capitano generale dell'esercito veneto, Carlo Malatesta, decideva di inviare al campo due ambasciatori per conferire su questioni attinenti all'ormai prossimo scontro: risultarono eletti il Foscari e Barbon Morosini, dopo molti tentativi tutti seguiti da altrettanti rifiuti. Senonché il procuratore Pietro Loredan si offrì e fu accettato volontario al posto degli eletti; questi era il migliore ed il più valoroso militare di cui Venezia disponesse: al comando della squadra del Golfo aveva conquistato Spalato e da poco ottenuto la resa di Sebenico, e alcuni anni più tardi, nella tarda primavera del 1416, sarebbe stato l'artefice della memorabile disfatta inflitta alla flotta ottomana presso i Dardanelli. È difficile dire cosa lo spinse, nel luglio 1412, ad un gesto che suonava gravemente offensivo, addirittura provocatorio nei confronti del Foscari e del Morosini. Forse si trattava di antipatia personale, disistima, avversione per una famiglia emergente e per un uomo - qual era il Foscari - abilissimo a manovrare in politica quanto inesperto nell'arte della guerra".
3. ↑  DBI: "Le incombenze legate alla dignità procuratoria consistevano soprattutto nell'amministrazione di legati e commissarie derivanti per lo più da disposizioni testamentarie: quasi una sinecura, insomma, che però consentiva la gestione di somme talvolta ingenti. Il F. ne fece l'uso politicamente più opportuno, perlomeno nei propri riguardi: distribuì, a quanto pare con prassi insolita, cospicue somme di denaro (forse 30.000 ducati) ai nobili poveri a titolo di dote per le loro figlie, guadagnandosene il favore, così da crearsi una sorta di clientela personale. Del resto disponeva già di fautori, poiché l'indirizzo della sua politica estera, volta all'espansionismo militare, interpretava soprattutto le aspirazioni dei patrizi meno abbienti, la cui affermazione economica e sociale dipendeva in larga misura dal servizio pubblico, ossia dagli impieghi nell'amministrazione statale, dal ruolo di rappresentanti o funzionari del Comune nei nuovi territori conquistati. Fu questo, con ogni probabilità, lo strumento decisivo della progressiva rapida affermazione politica del F., che lo avrebbe innalzato sino al dogato.".
4. ↑  Sanudo, c. 967: "Concorse con Ser Marino Caravello Procuratore, Ser Francesco Bembo il Cavaliere, Ser' Antonio Contarini, Ser Lionardo Mocenigo il Cavaliere, Ser Pietro Loredano [...] Al Caravello fu opposto ch'era vecchissimo e impotente. Al Bembo ch'era impotente perché zoppo e mal condizionato. Al Mocenigo ch'e' non poteva succedere a suo fratello. Al Contarini che avea assai figliuoli e figliuole e generi"
5. ↑  Cosimo de' Medici soggiornò, durante l'esilio veneziano presso il Monastero di San Giorgio Maggiore, sull'omonima isola.

### Bibliografiche
1. ↑  Parole pronunciate all'atto di lasciare Palazzo Ducale dopo l'abdicazione - ed. in Zorzi, p. 239.
2. 1 2 3 4 5 6 7 8 9  DBI.
3. 1 2 3 4   Giuseppe Gullino, FOSCARI, Jacopo, in Dizionario biografico degli italiani, vol. 49, Roma, Istituto dell'Enciclopedia Italiana, 1997. URL consultato l'8 aprile 2013.
4. ↑   Giordani Soika A, Supplemento al vol. XXVII del bollettino del Museo di Storia Naturale di Venezia.
5. ↑  Riazzoli, a. 1431.
6. ↑  Riazzoli, a. 1451.
7. 1 2   Giuseppe Maria Pilo (a cura di), Ca’ Foscari. Storia e restauro del palazzo dell’Università di Venezia, Venezia, Marsilio, 2009.
8. ↑  Giustinian B, Orazione recitata [...] nell'esequie del doge F. F., in Molin GA [a cura di], (1795), Orazioni, elogi e vite… in lode di dogi, ed altri illustri soggetti [...], I, Venezia, pp. 21-59.
9. 1 2 3 4   Giuseppe Gullino, FOSCARI, Nicolò, in Dizionario biografico degli italiani, vol. 49, Roma, Istituto dell'Enciclopedia Italiana, 1997. URL consultato l'8 aprile 2013.
10. 1 2   D Raines, Cooptazione, aggregazione e presenza al Maggior Consiglio: le casate del patriziato veneziano, 1297-1797 (PDF), in Storia di Venezia - Rivista, I, 2003,  pp. 2-64, ISSN 1724-7446 (WC · ACNP).
11. ↑  Lazzarini V (1895), I Foscari conti e signori feudali, Padova, pp. 16 s.
12. ↑  Archivio di Stato di Venezia, Notarile. Testamenti, b. 1255, cc. 191v-192r.
13. 1 2 3   Giuseppe Gullino, FOSCARI, Francesco, in Dizionario biografico degli italiani, vol. 49, Roma, Istituto dell'Enciclopedia Italiana, 1997. URL consultato l'8 aprile 2013.
14. 1 2   Isabella Lazzarini, GIANFRANCESCO I Gonzaga, marchese di Mantova, in Dizionario biografico degli italiani, vol. 54, Roma, Istituto dell'Enciclopedia Italiana, 2000.
15. 1 2 3 4   Giuseppe Gullino, LOREDAN, Pietro, in Dizionario biografico degli italiani, vol. 65, Roma, Istituto dell'Enciclopedia Italiana, 2005.
16. ↑  Zorzi, p. 222.
17. ↑  Cronaca Dolfina in Biblioteca Nazionale Marciana, Cod. Marc. VII, 794, c. 24.
18. ↑  Ducas, LVII.
19. 1 2  Manfroni C, La marina veneziana alla difesa di Salonicco. 1423-1430, in Nuovo Arch. veneto, n.s., XX (1910), 1, pp. 15, 17-21, 25 s.
20. ↑  Zorzi, p. 224.
21. ↑  Corio, pp. 605-608.
22. ↑  Zorzi, p. 225.
23. ↑  Corio, pp. 611-614.
24. ↑   Daniel M. Bueno de Mesquita, BUSSONE, Francesco, detto il Carmagnola, in Dizionario biografico degli italiani, vol. 15, Roma, Istituto dell'Enciclopedia Italiana, 1972.
25. 1 2   Dale Kent, MEDICI, Cosimo de', in Dizionario biografico degli italiani, vol. 73, Roma, Istituto dell'Enciclopedia Italiana, 2009. URL consultato l'8 aprile 2013.
26. ↑   Francesco Zanotto, Il Palazzo ducale di Venezia, illustrazioni di Francesco Zanotto, vol. 1, Venezia, Antonelli, 1853., p. 76.
27. ↑   LS Stavrianos, The Balkans since 1453, Hurst & Company, 2000, ISBN 978-1-85065-551-0., p. 53
28. ↑   P Engel, The Realm of St Stephen: A History of Medieval Hungary, 895–1526, I.B. Tauris Publishers, 2001, ISBN 1-86064-061-3., p. 287
29. 1 2  Zorzi, pp. 236-237.
30. 1 2 3  Berlan.
31. ↑  Zorzi p. 236
32. ↑   Giorgio Ravegnani, MINOTTO, Gerolamo, in Dizionario biografico degli italiani, vol. 74, Roma, Istituto dell'Enciclopedia Italiana, 2010. URL consultato il 3 settembre 2014.
33. ↑  Zorzi, p. 230.
34. ↑  Zorzi, p. 229.
35. ↑   Giuseppe Gullino, LOREDAN, Giacomo, in Dizionario biografico degli italiani, vol. 65, Roma, Istituto dell'Enciclopedia Italiana, 2005.
36. ↑  Zorzi, p. 239.
37. ↑  Archivio di Stato di Venezia, Sez. notarile. Testamenti, b. 1149/2.
38. 1 2  Zorzi, p. 240.
39. ↑   Josko Belamaric [e] Anne Markham Schulz, NICCOLÒ di Giovanni Fiorentino, in Dizionario biografico degli italiani, vol. 78, Roma, Istituto dell'Enciclopedia Italiana, 2013.
40. ↑  Paolo Mastrandrea -Sebastiano Pedrocco, I Dogi nei ritratti parlanti di Palazzo Ducale a Venezia, Sommacampagna (VR), Cierre Edizioni, 2017, ISBN 978-88-8314-902-3, pp. 86-87.

### Fonti
- Corio B, Mediolanensis Patria Historia, a cura di Anna Morisi Guerra, Torino, UTET, 1978  [1503].
- Ducas, Historia turco-bizantina 1341-1462, a cura di Michele Puglia, Rimini, il Cerchio, 2008, ISBN 88-8474-164-5.
- Gradenigo P, Lavoro storico cronologico biografico sulla veneta famiglia Foscari, in Archivio di Stato di Venezia, Archivio Gradenigo rio Marin, b. 333.
- Nani GB, Historia della Republica veneta, Venezia, 1676.
- Priuli G (1619), Pretiosi frutti del Maggior Consiglio della Serenissima Repubblica Veneta o vero racolta d'huomini segnalati nobili [...], Venezia - ms. P.D. d 7/1 della Biblioteca del Museo Correr di Venezia.
- Sansovino F (1581), Venetia città nobilissima et singolare, ed. 1633 con aggiunte di G. Martinoni, Venezia.
- Sanudo M, Vitae ducum Venetorum, a cura di Ludovico Antonio Muratori, Rerum Italicarum scriptores, XXII, Milano, 1733,  pp. (coll.) 966-969, 1163 ss..
- Paolo Mastrandrea - Sebastiano Pedrocco, I dogi nei ritratti parlanti di Palazzo Ducale a Venezia, Verona, Cierre Edizioni, 2017, p- 86, ISBN 978-88-8314-902-3

### Studi
- Francesco Berlan, I Due Foscari. Memorie storico-critiche, con documenti inediti, tratti dagli Archivi secreti del Consiglio dei Dieci, dei Pregadi e del Maggior Consiglio, Torino, 1852.
- Giuseppe Gullino, FOSCARI, Francesco, in Dizionario biografico degli italiani, vol. 49, Roma, Istituto dell'Enciclopedia Italiana, 1997. URL consultato l'8 aprile 2013.
- Mirko Riazzoli, Cronologia di Venezia dalla fondazione ai giorni nostri, youcanprint, 2017.
- Vecchiato E (1898), I Foscari ed i Loredano, Padova.
- Alvise Zorzi, La Repubblica del Leone, Rusconi, 1979.